# Henryk Reyman
Henryk Tomasz Reyman (Cracovia, 28 de julio de 1897-11 de abril de 1963) fue un futbolista y teniente coronel del ejército polaco. Jugó como delantero centro en el Wisla Cracovia y el equipo nacional de Polonia. Se convirtió en una leyenda del Wisla, cuyo estadio lleva su nombre en su honor.

## Biografía
Reyman se graduó en el instituto Jan III Sobieski de Cracovia. Luchó con el ejército polaco —una rama del ejército austrohúngaro por aquel entonces— en la Primera Guerra Mundial, la guerra polaco-bolchevique, durante los levantamientos de Silesia y fue participante de la campaña de septiembre en la batalla de Bzura, en la que resultó herido pero logró escapar del hospital y ocultarse durante la ocupación alemana. Justo antes de la Segunda Guerra Mundial fue comandante del batallón 37.º del regimiento de infantería de Kutno.

## Carrera deportiva
En 1910-1933 se presentó en el Wisla Cracovia procedente de las categorías inferiores de su máximo rival, el Polonia Cracovia. En 1914 debutó con el primer equipo del Wisla, con quien jugaría hasta el momento de su retirada del fútbol profesional en 1933. En la liga se convirtió en un prolífico goleador y anotó 109 goles.
Reyman fue internacional con el equipo nacional de Polonia y disputó los Juegos Olímpicos de París 1924.